# Musée Ivan-Honchar
Le musée Ivan-Honchar (ukrainien : Музей Івана Гончара) est un musée consacré à l'art populaire situé à Kiev, en Ukraine. 

## Historique
Il se trouve proche de la laure des Grottes de Kiev au 19 de la rue Lavrska, à Kyiv, en Ukraine.

## Collections
Il est basé sur la collection particulière d'Ivan Makarovych Honchar en 1993, c'était un peintre.
Le Musée national abrite  15 000 pièces du XVIe siècle à nos jours.

## Images

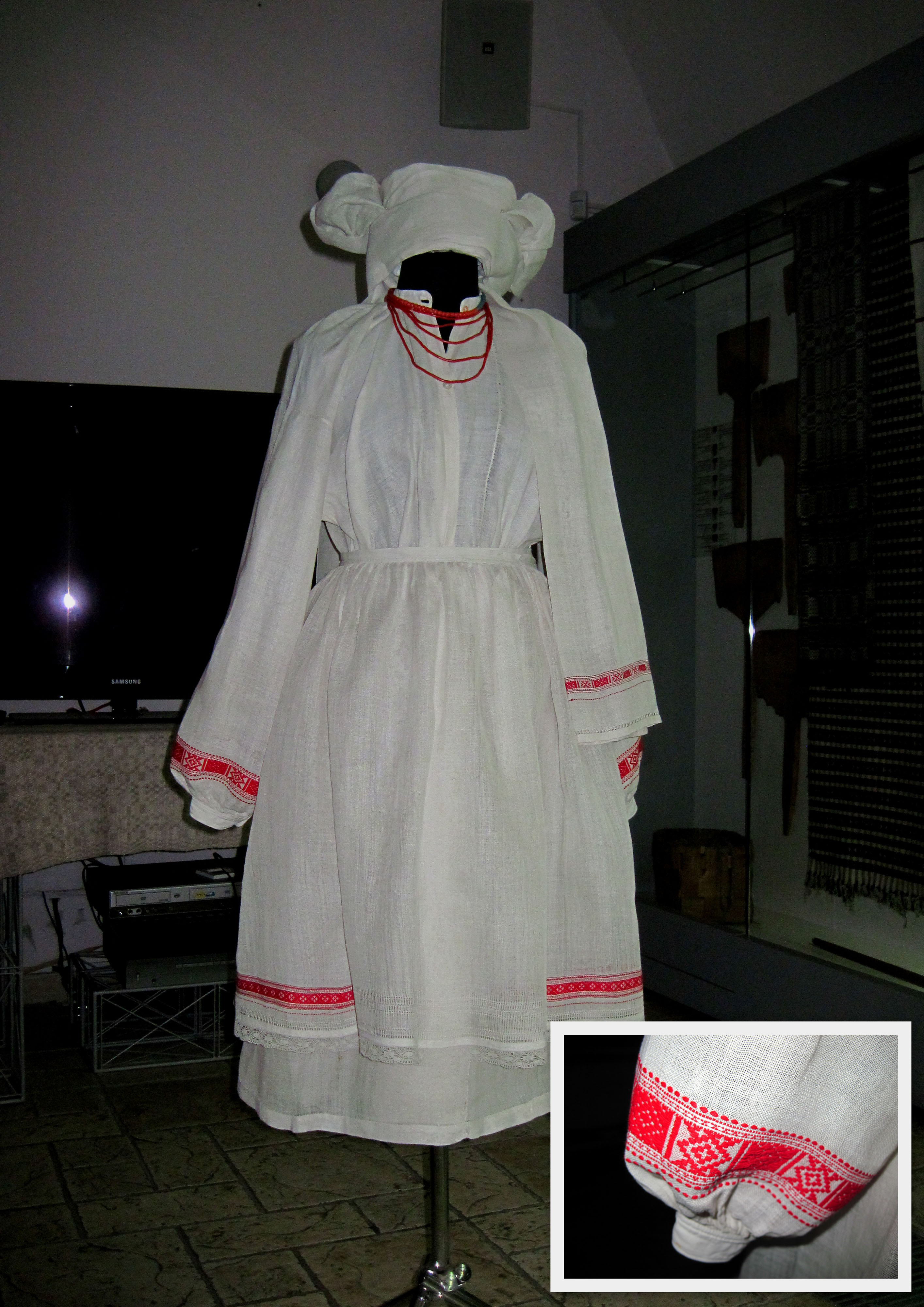
Habits
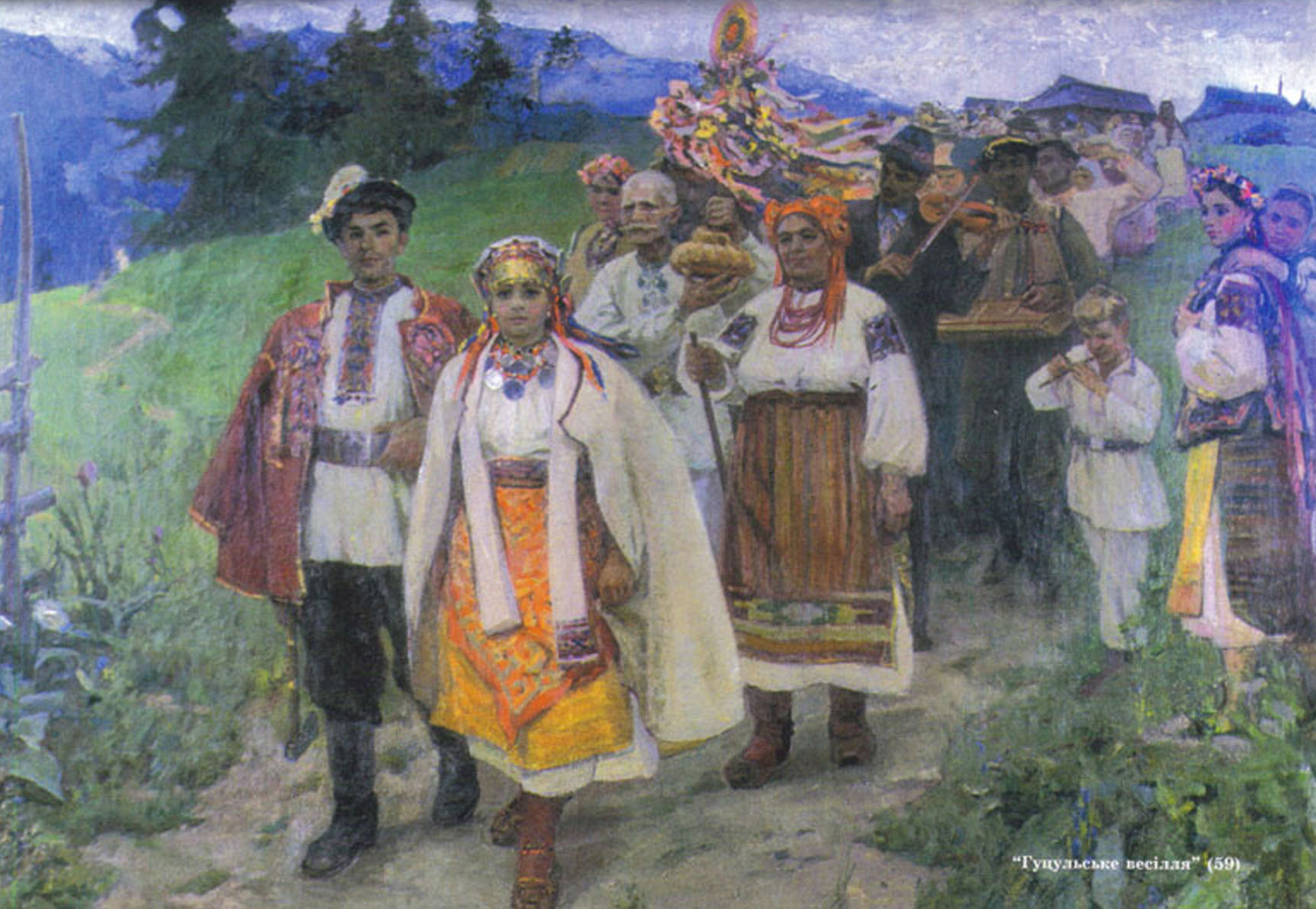
et mariage
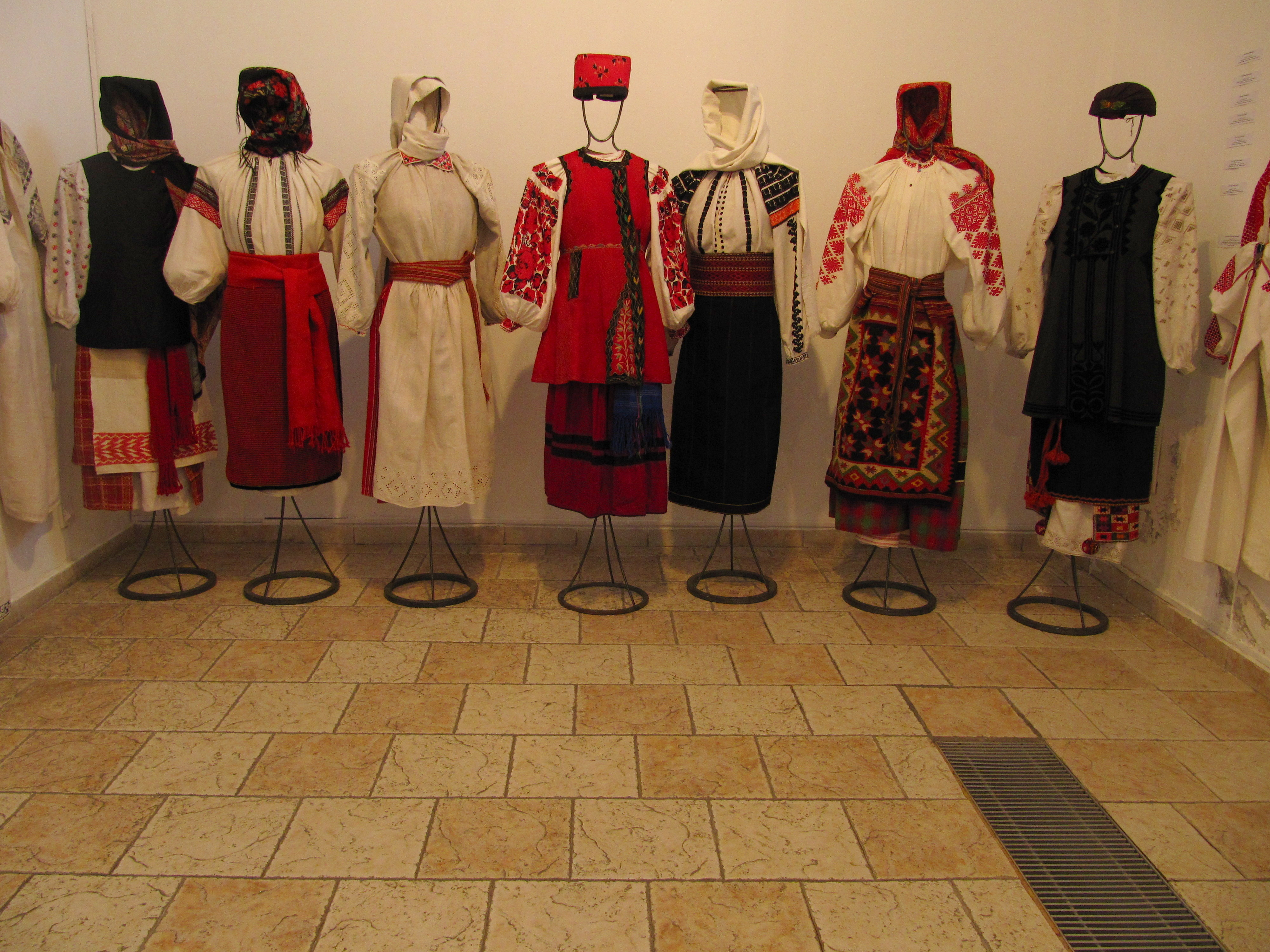
traditionnel.